# Bismarcksäule (Rengsdorf)

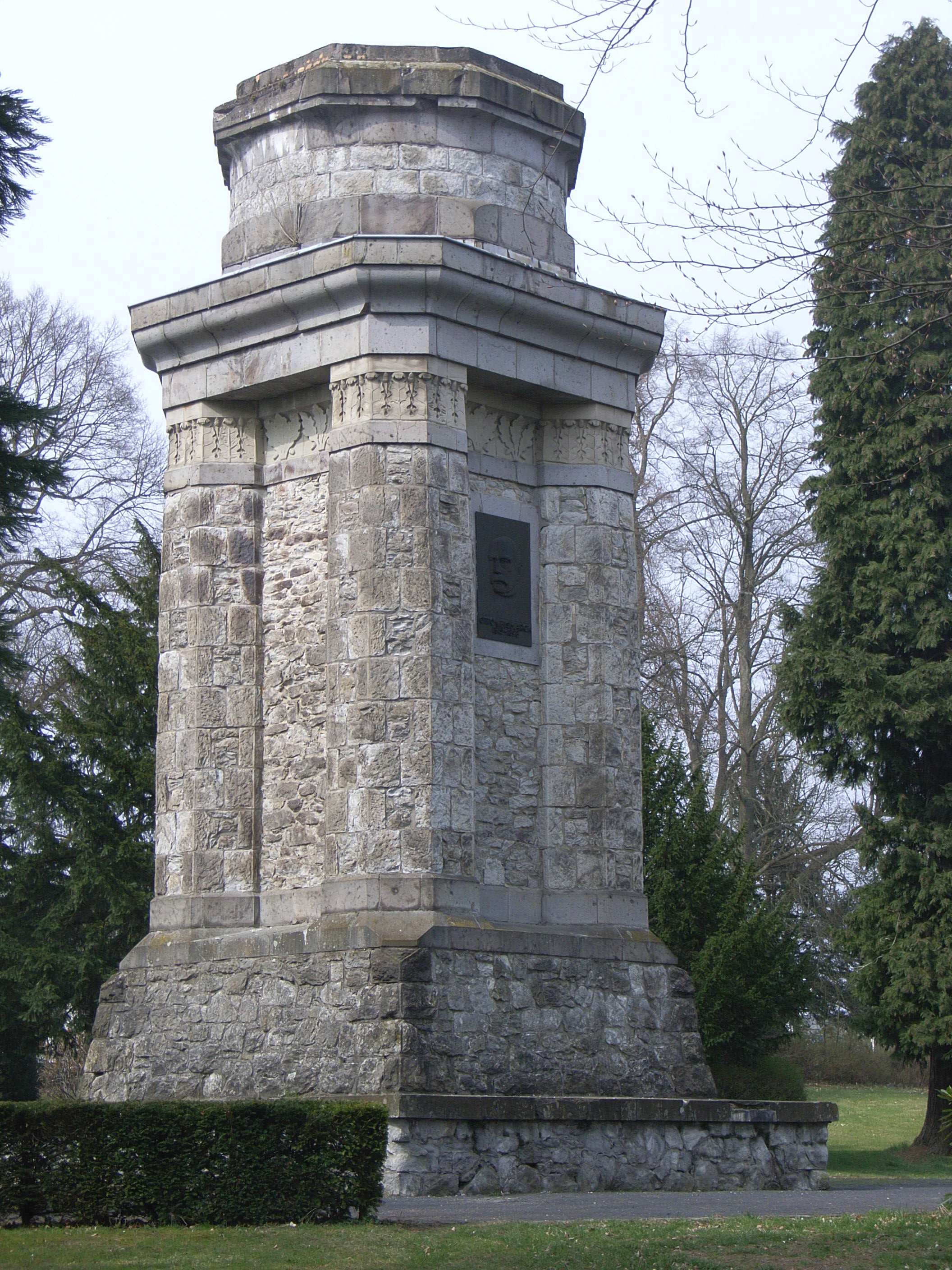
Bismarcksäule

Die Bismarcksäule von Rengsdorf im Landkreis Neuwied in Rheinland-Pfalz wurde zu Ehren des ersten deutschen Reichskanzlers Fürst Otto von Bismarck (1815–1898) erbaut. Der nach einem Entwurf des Architekten Hans Bloemers errichtete Turm ist 13 Meter hoch und wurde 1903 eingeweiht. Die im Gegensatz zu vielen anderen Bismarcktürmen nicht auch als Aussichtsturm geplante Säule steht unter Denkmalschutz und kann normalerweise nicht bestiegen werden. Sie wird mittlerweile ohnehin durch den Baumbestand des sie umgebenden kleinen Parks überragt, sodass das Bauwerk kaum noch eine Aussicht bietet.

## Geschichte

### Planungszeit
Nach dem Tod Bismarcks im Jahr 1898 gab es im Deutschen Kaiserreich eine breite Bewegung, die Denkmäler für den früheren Reichskanzler errichten ließ. In Rengsdorf regte der Verschönerungsverein für den unteren Westerwald im Sommer 1901 an, in dem Ort eine Bismarcksäule zu bauen. Im März 1902 wurde dann ein sogenannter Ausschuss zur Errichtung der Rengsdorfer Bismarcksäule gegründet.
Der Ausschuss beauftragte den Bonner Architekten Hans Bloemers, der sich bereit erklärte, die Bauleitung unentgeltlich zu übernehmen. Er hatte zuvor bereits den Bismarckturm in Bonn-Gronau ausgeführt, der nach dem Typenentwurf Götterdämmerung entstand, mit dem der Architekt Wilhelm Kreis 1899 einen Wettbewerb der Deutschen Studentenschaft gewonnen hatte. Bloemers Entwurf für die Rengsdorfer Bismarcksäule lehnt sich in seinen Grundzügen an den Typenentwurf von Kreis an, trotz der unhonorierten Bauleitung belief sich der Kostenvoranschlag auf 14.000 Mark.
Als Bauplatz für die Bismarcksäule in Rengsdorf wurde der Kaisereichenplatz ausgewählt, weil man von dort eine gute Aussicht auf das Rheintal hat. Die Finanzierung des Bauwerks war rasch gesichert, weil es in der Bevölkerung eine große Bereitschaft für Spenden gab. Allein die Bürger von Rengsdorf sowie der Nachbargemeinden Neuwied und Anhausen trugen mehr als 7.800 Mark zusammen. Hinzu kamen 2.000 Mark aus Rücklagen der Stadt Rengsdorf und 5.000 Mark aus einem Darlehen.

Einweihungsfeier am 21. Juni 1903

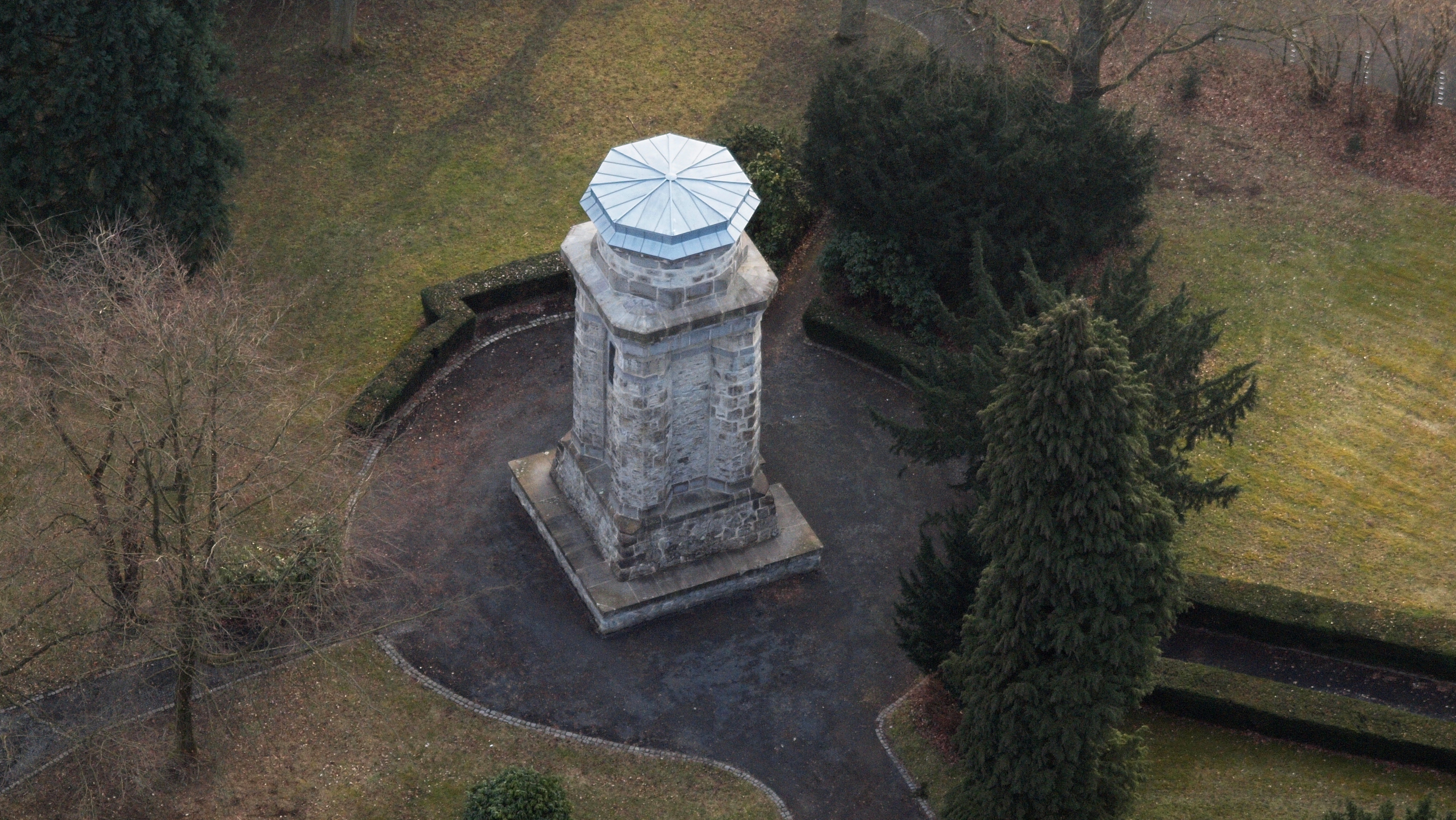
Bismarcksäule, Luftaufnahme 2015

### Bauzeit
Am 30. Juli 1902, dem vierten Todestag Bismarcks, wurde für die Feuersäule der Grundstein gelegt und mit dem Bau begonnen. Die Bauarbeiten wurden unter Leitung von Bloemers durch die Rengsdorfer Maurermeister Wilhelm Kestner und Peter Jung ausgeführt, die Steinmetzarbeiten übernahm die Firma Bochem & Co. aus Königswinter.
Die Bauarbeiten kamen rasch voran, sodass die Bismarcksäule von Rengsdorf am 21. Juni 1903, dem Tag der Sommersonnenwende, feierlich eingeweiht werden konnte. Am Abend des Einweihungstages wurde auch die Feuerschale auf dem Turm zum ersten Mal entzündet. An der Vorderseite der Säule war ein eineinhalb Meter hohes Bismarck-Relief aus Bronze angebracht, das von Bloemers entworfen und durch die Bildgießerei von Hermann Gladenbeck in Berlin-Friedrichshagen angefertigt wurde. Die Gesamtkosten für das Bauwerk betrugen gut 15.500 Mark.

### Erste Jahrzehnte
Nach der Einweihung wurde die Feuerschale auf der Säule regelmäßig an bestimmten Tagen abends entzündet – so am 27. Januar (dem Geburtstag von Kaiser Wilhelm II.), am 1. April (Bismarcks Geburtstag) und am 2. September (dem Sedantag). Diese Gedenkfeuer wurden jedoch schon nach wenigen Jahren nicht mehr veranstaltet und vermutlich auch nach Ende des Ersten Weltkriegs und der Besetzung des Rheinlandes nicht wieder aufgenommen.
Die folgenden Jahrzehnte und den Zweiten Weltkrieg überstand die Bismarcksäule weitgehend unbeschadet. Allerdings wurde das große Bismarck-Relief von der Vorderseite der Säule entfernt. Es ist unklar, ob die Bronzetafel für eine Metallsammlung während des Krieges eingeschmolzen oder erst danach von den französischen Besatzungstruppen abmontiert wurde.

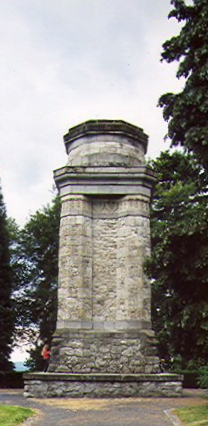
Seitenansicht

### Zeit nach dem Zweiten Weltkrieg
Nach dem Zweiten Weltkrieg wurde die Bismarcksäule von Rengsdorf mehrfach ausgebessert und im September 1963 erhielt sie ein neues Bismarck-Relief mit der Inschrift OTTO V. BISMARCK / 1815-1898. In den 1990er Jahren wurde das Bauwerk grundlegend saniert und kann seitdem mit Hilfe einer Beleuchtungsanlage angestrahlt werden. Der hundertste Jahrestag der Einweihung der Bismarcksäule wurde im Juni 2003 mit einer Jubiläumsfeier, einer Festschrift und einer Ausstellung zur Entstehungsgeschichte begangen.

## Architektur
Die Bismarcksäule von Rengsdorf wurde wie der Typenentwurf Götterdämmerung von Wilhelm Kreis auf einem quadratischen Grundriss errichtet. Auch die Säule selbst ist ähnlich gestaltet und quadratisch angelegt. Wie beim Vorbild wird auch hier die wuchtige Wirkung durch Dreiviertelsäulen an den Ecken des Säulenkörpers abgemildert. Als Baumaterial diente vorwiegend hell- und dunkelgrauer Trachyt aus nahe gelegenen Steinbrüchen im Siebengebirge und im Westerwald stammte.
Die Bismarcksäule ist in vier Teile gegliedert: Den untersten Teil bildet ein knapp ein Meter hohes Podest, das eine quadratische Grundfläche von sieben mal sieben Metern hat. Auf dem Podest steht das knapp zwei Meter hohe Sockelgeschoss der Säule, das sich nach oben hin leicht verjüngt. Podest und Sockelgeschoss bestehen aus dunkelgrauem Trachyt. Auf der Rückseite ist in der Mitte eine Tür eingelassen, zu der zwei Stufen führen und durch die man in das Innere des Bauwerks gelangen kann. Das Podest ist an dieser Stelle auf einer Breite von einem Meter unterbrochen.
Über dem Sockelgeschoss erhebt sich der eigentliche, rund sieben Meter hohe Turmkörper, der aus hellerem Trachyt erbaut wurde. Er ist gegenüber dem Sockelgeschoss etwas zurückgesetzt und an den Ecken durch Dreiviertelsäulen abgerundet. Am oberen Abschluss des Turmkörpers ist ein umlaufender Fries mit Eichenlaubmotiven angebracht, der von Bloemers selbst entworfen wurde. Auf der Rückseite der Säule befindet sich unterhalb des Frieses ein schmales, wie eine Schießscharte aussehendes Fenster. Die Vorderseite ist mit einem Bismarck-Relief aus Bronze verziert.
Oberhalb des Turmkörpers folgt das etwa drei Meter hohe Obergeschoss, das aus einem Architrav und einem zweistufigen Oberbau besteht. Der Oberbau ist gegenüber dem Turmkörper etwas zurückgesetzt und wurde von einer großen viereckigen Feuerschale aus feuerfesten Schamottesteinen gekrönt. Die Säule hat eine Höhe von 13 Metern.
Zur Befeuerung der sogenannten Feuersäule wurde die Schale auf der Säule mit Holz und Petroleum gefüllt und angezündet. Heute wird das Bauwerk nicht mehr als Feuersäule genutzt und die Feuerschale nicht mehr entzündet.
Durch die auf der Rückseite der Säule angebrachte Tür kann man das Innere betreten und dort mit Hilfe von an den Wänden angebrachten Eisensprossen zum Turmkopf gelangen. Im Obergeschoss befindet sich auf der Rückseite des Bauwerks eine rundbogenartige Öffnung, die auf den Architrav mündet und von dem aus man früher auch die Feuerschale erreichte.